# Синовиальная сумка
Синовиальная сумка (лат. bursa synovialis) — небольшая уплощённой формы полость, выстланная синовиальной оболочкой, отграниченная от окружающих тканей капсулой и заполненная синовиальной жидкостью. По расположению различают подкожные, подфасциальные, подсухожильные и подмышечные синовиальные сумки.

## Подкожные синовиальные сумки
Подкожные синовиальные сумки (лат. bursae synoviales subcutaneae) — однокамерные или многокамерные полости, располагающиеся в подкожной клетчатке в местах выступов суставных концов подвергающихся резкому сгибанию костей, то есть в тех местах, где необходимо свободное движение кожи. Такие суставные сумки, к примеру, имеются в области локтевого отростка (olecranon) локтевой кости и спереди от надколенника. Подкожные синовиальные сумки встречаются также поверх костных точек, подвергающихся значительному давлению и трению (например, поверх акромиона лопаточной кости, снаружи от лодыжек).

## Подфасциальные синовиальные сумки
Подфасциальные синовиальные сумки (лат. bursae synoviales subfasciales) — во многом являются идентичными подкожным синовиальным сумкам, но располагаются под фасциями. В качестве примера подфасциальной синовиальной сумки может быть названа подфасциальная преднадколенниковая синовиальная сумка. Существует мнение, что подфасциальные синовиальные сумки представляют собой разновидность подкожных сумок.

## Подсухожильные синовиальные сумки
Подсухожильные синовиальные сумки (лат. bursae synoviales subtendineae) — сообщаются, как правило, с полостями суставов. Некоторые подсухожильные синовиальные сумки, окружающие на значительном протяжении сухожилия, становятся синовиальными влагалищами сухожилий.

## Подмышечные синовиальные сумки
Подмышечные синовиальные сумки (лат. bursae synoviales submusculares) — располагаются между мышцей и костью, между мышцами, в местах прилегания мышц (сухожилий) к суставной сумке.

## Заболевания
Бурсит — воспаление синовиальной сумки.